# کومودورو
کومودورو (به پرتغالی: Comodoro) یک منطقهٔ مسکونی در برزیل است که در ماتو گروسو واقع شده‌است. کومودورو ۲۱٬۷۷۴٫۲۲ کیلومتر مربع مساحت و ۲۱٬۰۰۸ نفر جمعیت دارد و ۶۰۰ متر بالاتر از سطح دریا واقع شده‌است.